# (1655) Comas Solà
(1655) Comas Solá és un asteroide del cinturó principal descobert per Josep Comas i Solà el 29 de novembre de 1929, i que rebé el seu nom definitiu després de la mort d'aquest (1937), una vegada confirmada la seva òrbita.